# Kaposvár tömegközlekedése
Kaposvár tömegközlekedését a város tulajdonában álló Kaposvári Közlekedési Zrt. bonyolítja le 38 autóbuszvonalon, naponta átlagban 13 000 fő utazását biztosítva.

## Története
A modern városi tömegközlekedés elindítását a város vezetői már 1927 szeptemberében elhatározták, amikor öt autóbusz járatra szóló szerződést kötöttek Peck Béla Rt.-vel, ötéves időtartamra. Ezt azonban a Peck Rt. nem teljesítette, így kezdetben Fuchs Elemérrel, egy fővárosi vállalkozóval tárgyalt a város, végül a MÁV Autóközlekedési Vállalata indította meg Kaposváron a rendszeres autóbusz-közlekedést 1928 szeptemberétől. A gazdasági válság eléggé visszavetette ezt a nagyszerű vállalkozást, hogy azután a harmincas évek második felében megindulhasson több járaton is a helyi tömegközlekedés. A helyi forgalom a háborús esztendőkben szünetelt. A második világháború utáni évektől a Kapos Volán bonyolította le a város tömegközlekedését. A közösségi közlekedési rendszer járműparkja, autóbuszvonalainak és megállóhelyeinek száma folyamatosan bővült. 1980-ban a város akkori 18 autóbuszvonalán a cég 30 autóbusza már 22 millió utast szállított, a taxi személygépkocsik száma pedig 50 db volt.
A rendszerváltás után a Kapos Volánt átszervezték. Kaposvár tömegközlekedésének biztosítására önálló társaság jött létre, mely 1994-ben alakult jelenlegi tulajdonszerkezetében részvénytársasággá. Ez a vállalat a mai Kaposvári Közlekedési Zrt., mely az ország közösségi közlekedési hálózatának részeként meghatározó szerepet tölt be Kaposvárei tömegközlekedésében. Ma Kaposvár egyike annak a hat magyar városnak, amelynek saját közlekedési vállalata van.
A közösségi közlekedés fejlesztésére az elmúlt években is sokat költöttek, új járatokat indítottak útjára, bővült a megállóhelyek, ezen belül is a fedett buszvárók száma, új utcákat, városrészeket kapcsoltak be a tömegközlekedésbe. 2013 nyarán – a magyar városok közül az elsők között Kaposváron – elkészült a dinamikus utastájékoztató rendszer is, amely keretében a 41 legforgalmasabb buszmegállóban napelemes, a helyi autóbusz-állomáson pedig 2 nagyméretű elektronikus tájékoztató táblát helyeztek ki, amelyről minden szükséges információt megtudhatnak az utasok: például azt, hogy mik az indulási és érkezési időpontok, melyik járattal hová utazhatnak, melyek az átszállási lehetőségek, valamint GPS koordináták alapján a táblákon olvasható az is, hogy hány percet kell várni, hogy a busz a megállóhelyre érkezzen. A komplex rendszer jelzi az alacsony padlós járművek érkezését is, amely hasznos információ a mozgáskorlátozottak, idősek és babakocsival utazók számára. Az új fedélzeti számítógépekkel felszerelt autóbuszokon az utasok dinamikus utastájékoztató kijelzőkkel találkozhatnak, amelyeken hasznos és aktuális járatinformációkat láthatnak. A fedélzeti vizuális tájékoztatást akusztikus elemekkel is kiegészítették, illetve ingyenes Wi-Fi szolgáltatás is elérhető lett a buszokon.
2017-ben kezdődött meg a Cser városrészben, a Cseri úton található új busztelephely építése, amely várhatóan 2018-ra készül el. Itt egy helyszínen tudják majd a buszokat tárolni, karbantartani, szervizelni, tankolni és vizsgáztatni is. Korábban ezekre különféle helyszíneket, esetenként külső vállalkozók munkáját kellett igénybe venni. A telephely ellátását megújuló energiaforrások segítik.

## Autóbuszvonalak
A város autóbusz-hálózata könnyen áttekinthető, sugaras rendszerű. A vármegyeszékhely központjából (Petőfi tér) gyakorlatilag átszállás nélkül bármelyik városrész jól megközelíthető autóbusszal, viszont a szélső városrészek közötti közlekedés a város központján keresztül, átszállással történik. A buszvonalak fő kiindulópontja a Belvárosban, a vasútállomás mellett és a távolsági buszpályaudvarral szemben elhelyezkedő Helyi autóbusz-állomás, illetve a megyeszékhely északi részén, a lakótelepek közelében található Füredi úti laktanya. A tömegközlekedés a jelenlegi hálózaton 175 km hosszban üzemel, az átfedéseket nem számítva a városi vonalhálózat 70 km hosszú, ezen összesen 250 db buszmegálló van.

### Aktív járatok
| Járatszám | Útvonal (Érvényes 2021-03-01-től) |
| --------- | --- |
| 12        | HELYI AUTÓBUSZ–ÁLLOMÁS – SOPRON U. – LAKTANYA FORDULÓ                                                                                                  |
| 13        | HELYI AUTÓBUSZ-ÁLLOMÁS – FÜREDI U. CSP. – MÁTYÁS K. U. – CSERI ÚT – HELYI AUTÓBUSZ-ÁLLOMÁS                                                             |
| 31        | HELYI AUTÓBUSZ-ÁLLOMÁS – EGYENESI ÚT FORDULÓ |
| 32        | HELYI AUTÓBUSZ-ÁLLOMÁS – CSERI ÚT – KECELHEGYI ISKOLA – KŐRÖSI CS. S. U. – MÁTYÁS K. U. – FÜREDI U. CSP. – HELYI AUTÓBUSZ-ÁLLOMÁS                      |
| 33        | HELYI AUTÓBUSZ-ÁLLOMÁS – CSERI ÚT – EGYENES ÚT FOTDULÓ – KECELHEGYI ISKOLA – KŐRÖSI CS. S. U. – MÁTYÁS K. U. – FÜREDI U. CSP. – HELYI AUTÓBUSZ-ÁLLOMÁS |
| 40        | KOPPÁNY VEZÉR U. -67-ES ÚT – HELYI AUTÓBUSZ-ÁLLOMÁS – RAKTÁR U.                                                                                        |
| 41        | KOPPÁNY VEZÉR U. -BARTÓK B. U. – HELYI AUTÓBUSZ-ÁLLOMÁS – RAKTÁR U.                                                                                    |
| 42        | TÖRÖCSKE -TÁNCSICS M. U. – 67-ES ÚT – HELYI AUTÓBUSZ-ÁLLOMÁS – KÓRHÁZ – LAKTANYA                                                                       |
| 43        | HELYI AUTÓBUSZ-ÁLLOMÁS – KÓRHÁZ – LAKTANYA – RAKTÁR U. – HELYI AUTÓBUSZ-ÁLLOMÁS                                                                        |
| 44        | HELYI AUTÓBUSZ-ÁLLOMÁS – RAKTÁR U – LAKTANYA – ARANY J. TÉR – HELYI AUTÓBUSZ-ÁLLOMÁS                                                                   |
| 45        | HELYI AUTÓBUSZ-ÁLLOMÁS – KOPPÁNY VEZÉR U. FORDULÓ |
| 46        | HELYI AUTÓBUSZ-ÁLLOMÁS – TÖRÖCSKE FORDULÓ |
| 51        | RÓMAHEGY FORDULÓ – HELYI AUTÓBUSZ-ÁLLOMÁS – ARANY J. TÉR – LAKTANYA FORDULÓ                                                                            |
| 61        | HELYI AUTÓBUSZ-ÁLLOMÁS – BÉLA KIRÁLY U. |
| 62        | HELYI AUTÓBUSZ-ÁLLOMÁS – VÁROSI FÜRDŐ – BÉLA KIRÁLY U.                                                                                                 |
| 70        | HELYI AUTÓBUSZ-ÁLLOMÁS – KAPOSFÜRED FORDULÓ |
| 71        | KAPOSFÜRED – HELYI AUTÓBUSZ-ÁLLOMÁS – KAPOSSZENTJAKAB                                                                                                  |
| 72        | KAPOSFÜRED FORDULÓ –HELYI AUTÓBUSZ-ÁLLOMÁS – HOLD U. – KAPOSSZENTJAKAB FORDULÓ                                                                         |
| 73        | KAPOSFÜRED – HELYI AUTÓBUSZ-ÁLLOMÁS – KOMÉTA -KAPOSSZENTJAKAB                                                                                          |
| 74        | HELYI AUTÓBUSZ-ÁLLOMÁS – HOLD U: FORDULÓ |
| 75        | HELYI AUTÓBUSZ-ÁLLOMÁS – KAPOSSZENTJAKAB FORDULÓ |
| 47        | KOPPÁNY VEZÉR U – 67-ES ÚT – KÓRHÁZ – KAPOSFÜRED FORDULÓ                                                                                               |
| 81        | HELYI AUTÓBUSZ-ÁLLOMÁS – TOPONÁR FORDULÓ |
| 82        | HELYI AUTÓBUSZ-ÁLLOMÁS – KÓRHÁZ – TOPONÁR, SZABÓ P. U.                                                                                                 |
| 83        | HELYI AUTÓBUSZ-ÁLLOMÁS – SZABÓ P. U. – TOPONÁR FORDULÓ                                                                                                 |
| 84        | HELYI AUTÓBUSZ-ÁLLOMÁS – TOPONÁR FORDULÓ – RÉPÁSPUSZTA FORDULÓ                                                                                         |
| 85        | HELYI AUTÓBUSZ-ÁLLOMÁS – KISGÁTI VÁROSRÉSZ – HELYI AUTÓBUSZ-ÁLLOMÁS                                                                                    |
| 86        | HELYI AUTÓBUSZ-ÁLLOMÁS – METYX – KAVÍZ SZENNYVÍZTELEP FORDULÓ                                                                                          |
| 87        | HELYI AUTÓBUSZ-ÁLLOMÁS – METYX |
| 88        | HELYI AUTÓBUSZ-ÁLLOMÁS – VIDEOTON |
| 89        | HELYI AUTÓBUSZ-ÁLLOMÁS – KAPOSVÁRI EGYETEM |
| 90        | HELYI AUTÓBUSZ-ÁLLOMÁS – RÓMAHEGY |
| 91        | RÓMAHEGY- HELYI AUTÓBUSZ-ÁLLOMÁS – ARANY JÁNOS TÉR – FÜREDI CSP.                                                                                       |
| 20        | RAKTÁR U. – FÜREDI U.CSP. – LAKTANYA FORDULÓ – ARANY J. TÉR – VIDEOTON                                                                                 |
| 21        | RAKTÁR U. – FÜREDI U.CSP. – VIDEOTON |
| 23        | KAPOSFÜRED, FORDULÓ – KAPOSVÁRI EGYETEM |
| 26        | KAPOSFÜRED, FORDULÓ – VIDEOTON – METYX |
| 27        | LAKTANYA – KOMÉTA |

### Megszűnt járatok
| Járatszám | Útvonal |
| --------- | --- |
| 1A        | Helyi autóbusz-állomás – Berzsenyi u. – Füredi u. csp. – Hajnóczy u. – Kaposfil                                                                    |
| 7A        | Helyi autóbusz-állomás – Hősök temploma – Kométa                                                                                                   |
| 8A        | Helyi autóbusz-állomás – Hősök temploma – Mező u. csp. – Villamossági Gyár                                                                         |
| 11A       | Helyi autóbusz-állomás – Berzsenyi u. – Füredi u. csp. – Laktanya                                                                                  |
| 17        | Helyi autóbusz-állomás – Hősök temploma – Kaposszentjakab, Hold utca                                                                               |
| 25        | Laktanya – Füredi u. csp. – Kisgát – Videoton |
| Útvonal   | 2021 Március 1-től új vonalhálózat és menetrend lépett érvénybe. A lenti járatok 2021 Február 28-án közlekedtek utoljára                           |
| 1         | Helyi autóbusz-állomás – Berzsenyi u. – Füredi u. csp. – Hajnóczy u. – Raktár u.                                                                   |
| 3         | Helyi autóbusz-állomás – Berzsenyi u. felüljáró – Cseri u. – Egyenesi u.                                                                           |
| 4         | Helyi autóbusz-állomás – Berzsenyi u. felüljáró – 67-es út – Koppány vezér u.                                                                      |
| 5         | Helyi autóbusz-állomás – Berzsenyi u. felüljáró – Bartók B. u. – Táncsics M. u. – 67-es út – Berzsenyi u. felüljáró – Helyi autóbusz-állomás       |
| 6         | Helyi autóbusz-állomás – Baross G. u. – Béla király u.                                                                                             |
| 7         | Helyi autóbusz-állomás – Hősök temploma – Kométa – Kaposszentjakab                                                                                 |
| 8         | Helyi autóbusz-állomás – Hősök temploma – Mező u. csp. – Toponár, forduló                                                                          |
| 8B        | Helyi autóbusz-állomás – Videoton – NABI |
| 8E        | Helyi autóbusz-állomás – Hősök temploma – Villamossági Gyár – Kaposvári Egyetem                                                                    |
| 8Y        | Helyi autóbusz-állomás – Hősök temploma – Videoton                                                                                                 |
| 9         | Helyi autóbusz-állomás – Virág u. – Pázmány P. u. – Arany J. tér                                                                                   |
| 10        | Helyi autóbusz-állomás – Tallián Gy u. – Kórház – Füredi u. csp. – Laktanya                                                                        |
| 11        | Helyi autóbusz-állomás – Berzsenyi u. – Füredi u. csp. – Volán-telep – Kaposfüred                                                                  |
| 11Y       | Helyi autóbusz-állomás – Berzsenyi u. – Füredi u. csp. – Volán-telep – Kaposfüred, vasútállomás                                                    |
| 12        | Helyi autóbusz-állomás – Bethlen tér – Honvéd u. – Sopron u.                                                                                       |
| 13        | Helyi autóbusz-állomás – Berzsenyi u. – Füredi u. csp. – Mátyás király u. – Kecelhegy – Cseri út – Helyi autóbusz-állomás                          |
| 14        | Helyi autóbusz-állomás – Berzsenyi u. felüljáró – Kapos-Zselic kertváros – Töröcske                                                                |
| 15        | Helyi autóbusz-állomás – Berzsenyi u. felüljáró – Szigetvári u. – Lonkahegy                                                                        |
| 18        | Helyi autóbusz-állomás – Hősök temploma – Mező u. csp. – Toponár, Szabó P. u.                                                                      |
| 20        | Tóth Á u. – Füredi u. csp. – Mező u. csp. – Videoton                                                                                               |
| 20A       | Raktár u. – Füredi u. csp. – Mező u. csp. – Videoton                                                                                               |
| 23        | Laktanya – Füredi u. csp. – Kisgát – Villamossági Gyár – Kaposvári Egyetem                                                                         |
| 26        | Laktanya – Losonc köz – ÁNTSZ – Mező u. csp. – Videoton – NABI                                                                                     |
| 27        | Laktanya – Füredi u. csp. – Kisgát – Hősök temploma – Kométa                                                                                       |
| 31        | Helyi autóbusz-állomás – Berzsenyi u. felüljáró – Cseri út – Kecelhegy – Mátyás király u. – Füredi u. csp. – Berzsenyi u. – Helyi autóbusz-állomás |
| 81        | Helyi autóbusz-állomás – Mező u. csp. – Kisgát – Szent Imre u. – Helyi autóbusz-állomás                                                            |
| 91        | Helyi autóbusz-állomás – Arany J. tér – Füredi u. csp.                                                                                             |
| Ingajárat | Helyi autóbusz-állomás – Áchim András u. – Vásártéri út – Dr. Kaposváry György utca – Ideiglenes helyközi autóbusz-állomás                         |

## Csomópontok
Az alábbi táblázat Kaposvár legnagyobb tömegközlekedési csomópontjait, átszállópontjait tartalmazza. Ezeken a helyeken a helyi járatú autóbuszokon kívül át lehet szállni helyközi vagy távolsági autóbuszokra, illetve vonatokra is.
| Név                              | Átszállási lehetőség                                                                                               | A közelben található |
| -------------------------------- | --- | --- |
| Helyi autóbusz-állomás           | 12, 13, 31, 32, 33, 40, 41, 42, 43, 44, 45, 51, 61, 62, 70, 71, 72, 73, 81, 82, 83, 84, 85, 86, 87, 88, 89, 90, 91 | Távolsági autóbusz-állomás, Vasútállomás, Rendelőintézet, Szarvas Üzletház, Polgármesteri Hivatal, Járási Hivatal, Szivárvány Kultúrpalota, Corso Bevásárlóközpont, Retro Club, Somogy Áruház, Rippl-Rónai Múzeum, Somogy Vármegyei Levéltár, Somogy Vármegyei Önkormányzat, Burger King |
| Vasútállomás                     | 12, 42, 61, 70, 71, 72, 73, 81, 82, 83, 84, 85, 86, 87, 88, 89, 90, 91                                             | Vasútállomás, Posta, Csiky Gergely Színház, TIT, Magyar Államkincstár, SZÜV-székház, Somogyterv Irodaház, KSH, Nagypiac, Burger King, Színház Park |
| Berzsenyi Dániel utcai felüljáró | 12, 13, 31, 32, 33, 40, 41, 42, 43, 44, 45, 51, 61, 62, 70, 71, 72, 73, 91,                                        | Polgármesteri Hivatal, Járási Hivatal, Kapos Hotel, Nagyboldogasszony-székesegyház, Nagyboldogasszony Római Katolikus Gimnázium, Püspöki Palota, Somogyi Hírlap szerkesztősége, Somogyi Sportmúzeum, Munkaügyi Központ ügyfélszolgálata, Széchenyi István Kereskedelmi és Vendéglátóipari Szakképző Iskola, Corso Bevásárlóközpont, Kaposvár Plaza, Lidl, Shell Benzinkút, OMV Benzinkút |
| Füredi úti csomópont             | 13, 20, 21, 23, 26, 27, 32, 33, 40, 41, 42, 47, 70, 71, 72, 73, 91                                                 | ALDI, Háda, Posta, Óvoda, TESCO, Media Markt, McDonald’s, OBI, Városliget, Ideiglenes Távolsági Autóbuszállomás |
| Laktanya                         | 12, 20, 23, 26, 27, 42, 43, 44, 47, 51, 70, 71, 72, 73                                                             | Praktiker, Lidl, Diego, Jysk, Kália Kertészeti Áruház, laktanya, Raktár utcai nagykereskedések, ipari telephelyek |
| ÁNTSZ                            | 12, 20, 23, 26, 27, 42, 43, 44                                                                                     | ÁNTSZ, Munkácsy Mihály Gimnázium, Berzsenyi park, evangélikus templom, óvodák, bölcsőde, Zselic Áruház, OTP, Patyolat, szolgáltatóház, éjjel-nappali, Sávház |
| Fő utca 48.                      | | Kodály Zoltán Központi Általános Iskola; Munkaügyi Központ; Kereskedelmi és Iparkamara; Dél-Dunántúli Regionális Fejlesztési Ügynökség; Zichy Mihály Iparművészeti, Ruhaipari Szakképző Iskola és Kollégium, Slendy Pékség |
| Fő utca 37–39.                   | | Kaposvári Ruhagyár Rt. egykori épülete, Kodály Zoltán Központi Általános Iskola, Munkaügyi Központ, Hotel Dorottya****, Corso Étterem, OTP Igazgatóság, Somogy Vármegyei Kormányhivatal, Somogy TV, Magyar Nemzeti Bank egykori székháza, Bevándorlási és Állampolgársági Hivatal, Táncsics Mihály Gimnázium, Főposta (Postapalota), Országos Egészségbiztosítási Pénztár, Óvoda, Együd Árpád Kulturális Központ, Takáts Gyula Vármegyei Hatókörű Városi Könyvtár, K&H Bank, MKB Bank, Vodafone, Telekom |
| Hősök temploma                   | 70, 71, 72, 73, 81, 82, 83, 84, 85, 86, 87, 88, 89                                                                 | Hősök temploma, Keleti temető, Zsidó temető, Rákóczi Stadion, Kaposvári malom, Kaposvári cukorgyár, ÉDOSZ Művelődési Ház, Orvosi rendelők, Óvoda, Posta, Delta udvar |
| Mező utcai csomópont             | 81, 82, 83, 84, 85, 86, 87, 88, 89                                                                                 | Keleti temető, ipari telephelyek, nagykereskedések, INTERSPAR (hamarosan) |

## Menetrend
1. 2012. június 16-tól bevezették a nyári menetrendet, így azóta különböző menetrend érvényes a tanév időszaka alatt, és különböző a nyári szünetben.[8]
2. 2018. augusztus 13-tól kezdődően ingyenes ingajáratot közlekedtet a Kaposvári Közlekedési Zrt. a Kaposvári Közlekedési Központ kivitelezési munkálatainak tartama alatt a helyi autóbusz-állomás és a dr. Kaposváry György utcában kialakított ideiglenes távolsági autóbusz-állomás között. A járatok a reggeli és a délutáni csúcs idején negyedóránként, azokon kívül és hétvégén félóránként közlekednek a két állomás között.[9]
3. 2020.január 13-tól a buszok indulási és érkezési helyeit az új négysávos úttest szélső forgalmi sávjaiban alakították ki, mindkét oldalon öt-öt busz képes egyidejűleg parkolni.[10]
4. 2020. március 21-től nyári menetrend van érvényben a koronavírus okozta veszélyhelyzet és kijárási korlátozás miatt.[11]
5. 2020. április 1-től újabb módosításokat vezet be a buszmenetrendben a Kaposvári Közlekedési Zrt. A végzett felmérések szerint vannak olyan járatok, amelyeken az utasforgalom megszűnt, így ezek fenntartására a jelenlegi helyzetben nincs szükség.[12]
6. 2020. május 4-től kezdve a tanulók közlekedésének megkönnyítése érdekében az érettségi vizsgák időszakára ismét menetrend szerint jár hétköznapokon a 81-es autóbuszjárat a helyi autóbusz-állomás és a kisgáti városrész viszonylatában. A járat a helyi autóbusz-pályaudvarról 7.05-kor és 7.20-kor, illetve visszafelé a Kisgát fordulótól 7.15-kor és 7.30-kor indul.[13]
7. 2020. május 4-től új óvintézkedéseket vezet be Kaposvári Közlekedési Zrt., más tekintetben azonban bővül a szolgáltatások köre.[14]
8. 2020. május 25-től A megnövekedett utasforgalom miatt hétfőtől visszaállítja a nyári menetrendjét a Kaposvári Közlekedési Zrt. Ez azt jelenti, hogy a mostanihoz képest 30 százalékkal növelik kapacitásukat.[15]
9. 2020. augusztus 26-án szerdán a Kaposvári Közlekedési Zrt. helyi járatú autóbuszai birtokba veszik az Intermodális Csomópont új induló kocsiállásait.[16]
10. 2020. szeptember 1-től az őszi menetrend szerint közlekednek a Kaposvári Közlekedési Zrt. járatai.[17]
11. 2020. október 8-tól csütörtöktől újra közlekednek az ingajáratok az ideiglenes távolsági buszpályaudvar és a helyi járatos autóbusz-állomás között.[18]
12. 2021. március 1-től teljesen átalakul a helyi közlekedés, megváltozik a menetrend és a buszok számozása, de új járatokat is indítanak. A változtatás a lakosok körében nagy visszhangot váltott ki.[19]

- Aktuális menetrend Archiválva 2020. július 1-i dátummal a Wayback Machine-ben
- Menetrend és térképes vonalhálózat

## Járműpark
A Kaposvári Közlekedési Zrt. járműparkja 40 darab autóbuszból áll. A járművek jellegzetesen bordó színűek és rajtuk egy-egy, a városhoz köthető híres ember arcképe található. A csuklós buszok főként a sűrűn lakott városrészekben és a szélesebb utakon, a szólóbuszok a családi házas övezetekben és a szűkebb utcákban közlekednek. Az összes járművet 2015-ben állították forgalomba. Ezek az alacsonypadlós buszok babakocsik és mozgássérültek szállítására is alkalmasak. A gázzal üzemelő MAN buszokat Törökországban szerelték össze.